# Lispocephala striata
Lispocephala striata är en tvåvingeart som först beskrevs av Grimshaw 1901.  Lispocephala striata ingår i släktet Lispocephala och familjen husflugor. Inga underarter finns listade i Catalogue of Life.